# Zamek w Wąsoszu (województwo dolnośląskie)
Zamek w Wąsoszu (województwo dolnośląskie) – wybudowany w XIV wieku, przebudowany w XVI wieku, w XVIII wieku przebudowany na barokową rezydencję. Ostatni raz przebudowany w 1924.

## Historia
Wybudowany przez książąt oleśnicko-głogowskich, na miejscu dawnego grodu książęcego. W 1432 był oblegany przez husytów, ale nie został zdobyty. W 1520 roku właścicielem był biskup wrocławski Jan Turzo, później był w rękach książąt legnickich. Zniszczony prawdopodobnie podczas wojny trzydziestoletniej. W 1759 r. splądrowany przez Austriaków, skrzydło północne z kaplicą zostało wyburzone. W XVIII w. przebudowany w barokową rezydencję. 
Mieści się przy ulicy Zamkowej.